# ミュージシャン (バンド)
ミュージシャン (Mujician)は、即興によるジャズ・カルテットである。中心メンバーは、ポール・ダンモール（管楽器）、キース・ティペット（ピアノ）、ポール・ロジャース（ベース）、トニー・レヴィン（ドラム、パーカッション）。バンドの名前は「ティペットの娘に由来し、父親が生計のために何をしているのかを説明している」。
ミュージシャンは、1988年に結成された。彼らの最初のアルバム『The Journey』は、1990年のバース・フェスティバルでのライブ録音が1曲として収録されている。アルバム『Poem About The Hero』もまた、少数の聴衆の前で行われたライブ録音である。最初のスタジオ・セッションは1997年に制作されたアルバム『Colors Fulfilled』となった。2000年発表のアルバム『ブリストル・コンサート』は、1991年に録音されたもので、ボーカルのジュリー・ティペッツとザ・ジョージアン・アンサンブルが加わっている。これに『スペースタイム』（2001年）および『ゼアーズ・ノー・ゴーイング・バック・ナウ』（2005年）というアルバムが続いた。ミュージシャンは4人のメンバーからなる同じコア・グループを保持しつつ、2010年にレヴィン70歳の誕生日を迎えるまでツアーを行った。ドラマーのレヴィンが翌年2月に亡くなったため、このツアーが最終的なパフォーマンスとなった。

## ディスコグラフィ

### アルバム
- The Journey (1990年、キュニフォーム)
- Poem About The Hero (1994年、キュニフォーム)
- 『バードマン』 - Birdman (1996年、キュニフォーム)
- Colours Fulfilled (1998年、キュニフォーム)
- 『ブリストル・コンサート』 - The Bristol Concert (2000年、What Disc) ※with ザ・ジョージアン・アンサンブル。1991年録音
- 『スペースタイム』 - Spacetime (2002年、キュニフォーム)
- 『ゼアーズ・ノー・ゴーイング・バック・ナウ』 - There's No Going Back Now (2006年、キュニフォーム)